# Marcianise
Marcianise ist eine Stadt mit 38.292 Einwohnern (Stand 31. Dezember 2023) in der Provinz Caserta in der Region Kampanien. Sie liegt etwa 30 km nördlich von Neapel und 9 km südlich der Provinzhauptstadt Caserta.

## Nachbargemeinden
Die angrenzenden Gemeinden sind Acerra (NA), Caivano (NA), Capodrise, Carinaro, Gricignano di Aversa, Macerata Campania, Maddaloni, Orta di Atella, Portico di Caserta, San Marco Evangelista, San Nicola la Strada, Santa Maria Capua Vetere und Succivo.

## Geschichte
Marcianise wurde vermutlich im 6. Jahrhundert nach Christus gegründet und wahrscheinlich 861 von den Sarazenen zerstört.
Das Gebiet wurde häufig von Cholera heimgesucht. Im Jahr 1706 wurde die Stadt einer Legende zufolge vor dieser durch das heilige Kreuz verschont. Später wurde das Sumpfland in der Umgebung trockengelegt, und der Hanfanbau weitete sich aus.

## Sehenswürdigkeiten
- Barockkirche von Annunziata mit neapolitanischen Fresken
- Kathedrale von St. Michael Archangel mit dem Kreuz, welches die Stadt vor der Cholera bewahrt haben soll
- Schloss von Loriano aus dem 15. Jahrhundert

## Rundfunksender
Marcianise war Standort des Mittelwellenrundfunksenders für das Gebiet von Neapel. Er verwendete als Sendeantenne einen 205 m hohen, gegen Erde isolierten selbststrahlenden Sendemast (41°0'7"N 14°19'0"E), den höchsten Sendemast auf dem italienischen Festland. Ausgestrahlt wurde das reguläre Programm von Rai Radio 1 (erstes nationales Hörfunk-Programm) auf einer Frequenz von 657 kHz mit 50 Kilowatt Sendeleistung im Gleichwellenbetrieb mit Sendern in Pisa-Coltano und Montiggl. Die Sendeanlage wurde am 17. September 2012 stillgelegt, weil der Pachtvertrag für das Sendergelände abgelaufen war.

## Wirtschaft
Es gibt einige bedeutende Chemiefabriken in der Stadt.
Der Telekommunikationskonzern Ericsson betreibt ein Werk in Marcianise.